# Sherwood Pictures
Sherwood Pictures es una empresa de  producción cinematográfica de películas relacionadas con cristianismo evangélico. La sede se encuentra en Albany (Georgia), en los Estados Unidos.

## Historia
Sherwood Pictures fue fundada en 2003 por Alex Kendrick, como un ministerio de la Iglesia Bautista de Sherwood.
En 2003, estrenó su primera película Flywheel en un solo cine, pero este último fue un éxito en ventas de DVD. 
Sus otras películas, Facing the Giants estrenada en 2006, Fireproof estrenada en 2008 y Courageous estrenada en 2011, se estrenaron en todo el país y fueron un éxito de taquilla.
En 2013, Alex Kendrick y sus dos hermanos dejaron el departamento de Sherwood Pictures para fundar la productora Kendrick Brothers.

## Filmografía
Según la web oficial han producido estas películas: 
- Flywheel (2002)
- Facing the Giants (2004)
- Fireproof (2007)
- Courageous (2010)